# Pranýř v Náchodě
Pranýř v Náchodě je kamenný pranýř nalézající se na rohu Staré radnice na Masarykově náměstí v okresním městě Náchod. Pranýř je od roku 1958 chráněn jako kulturní památka. 

## Historie
Pranýř vytvořil italský kameník Carlo Serena. Letopočet na levé straně podstavce uvádí rok vzniku pranýře 1659. Roku 1719 byl pranýř opraven (letopočet na pravé straně podstavce).

## Popis
Pranýř má tvar zbytku válcového sloupu o průměru 40 cm a výšce 120 cm stojícího na podstavci ve tvaru kvádru o rozměrech 60x60x40 cm. Vpředu na sloupu se nacházejí zbytky kování a řetězu.

## Galerie

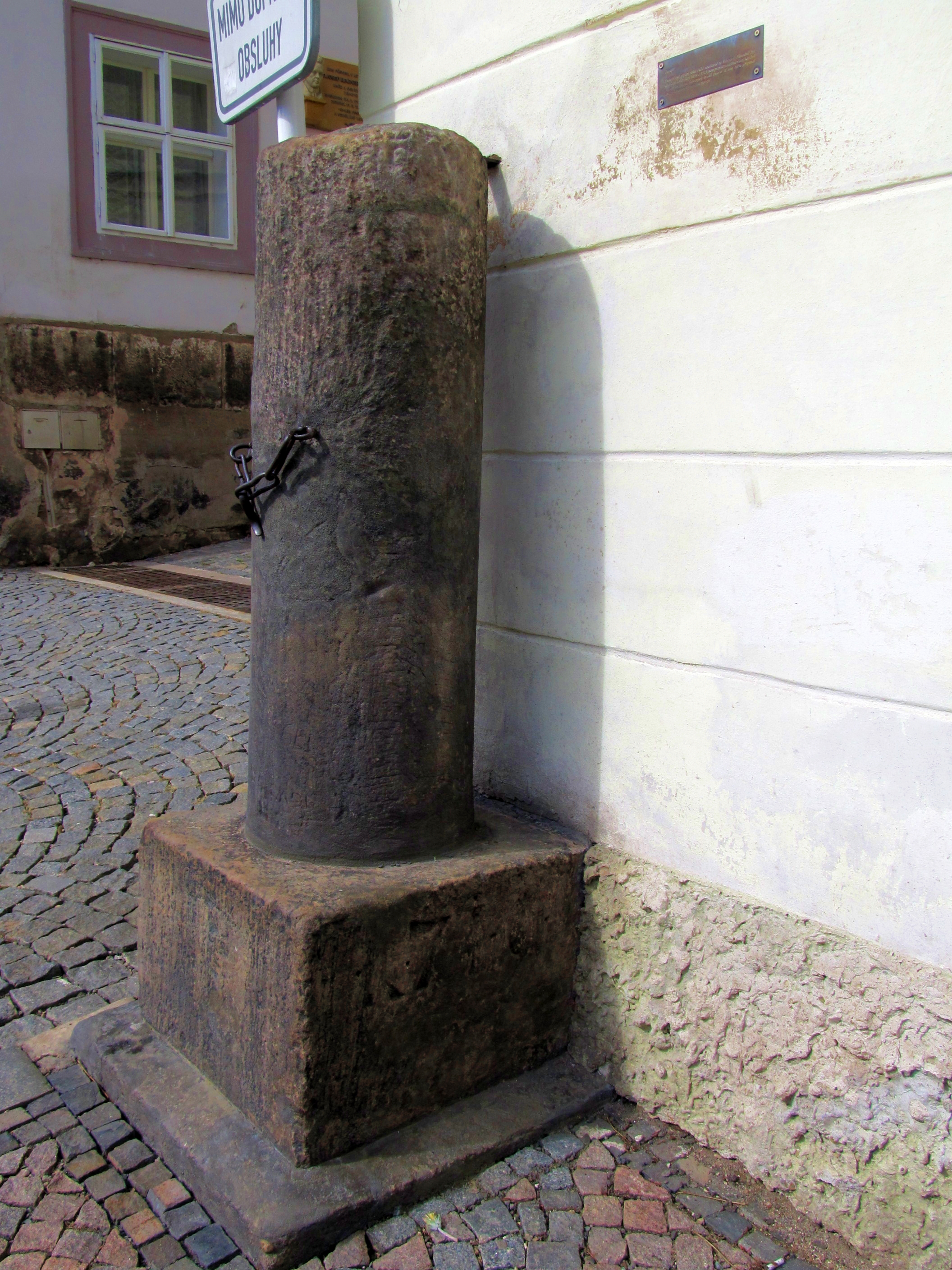
Pranýř v Náchodě
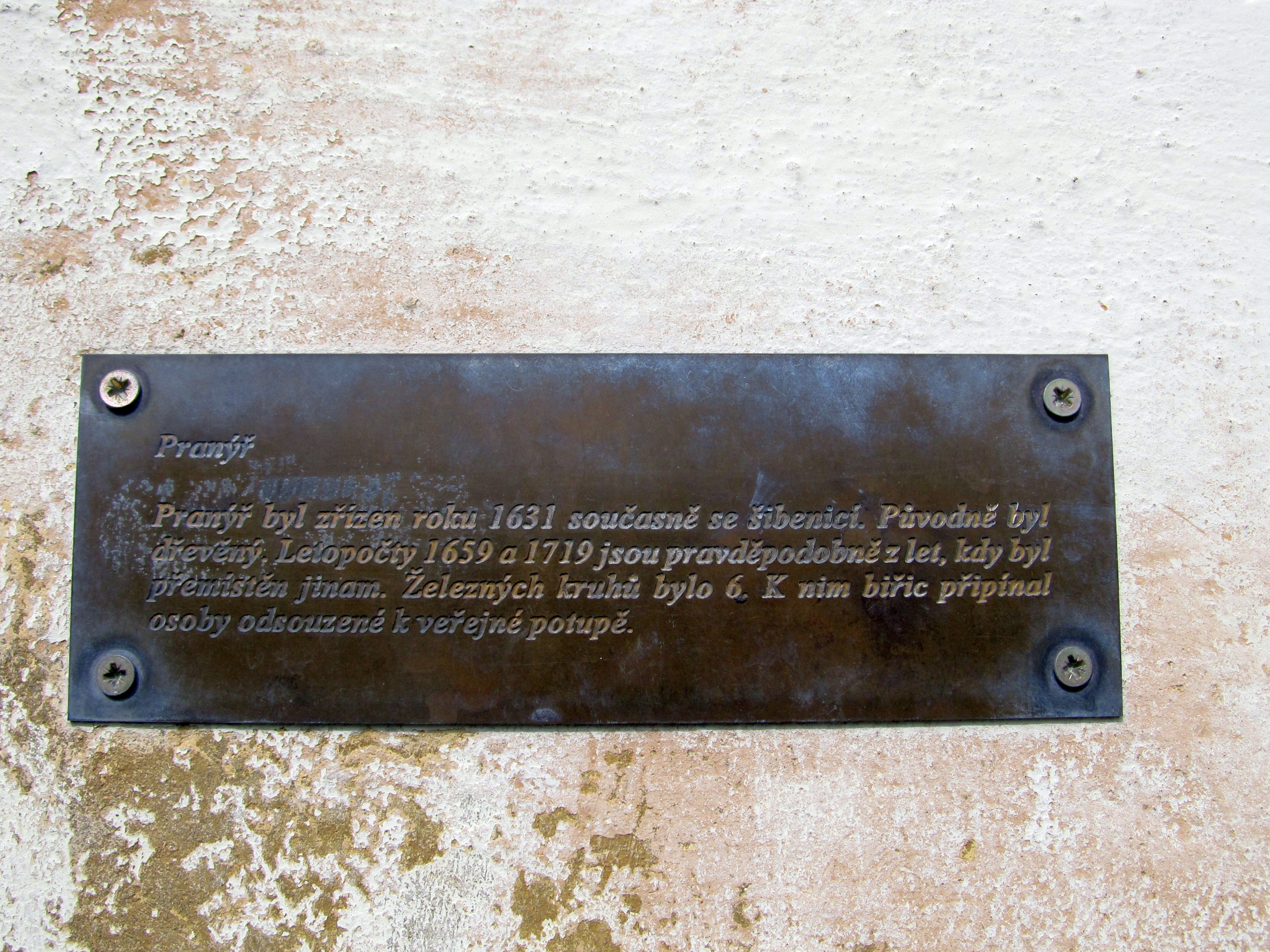
Informační tabulka na zdi u pranýře